# سقنقور ماسه‌ای سه‌انگشتی
 اسکینک ماسه‌ای سه‌انگشتی(نام علمی: Ophiomorus tridactylus) نام یک گونه از سرده اسکینک ماری است.